# Eat Just
Eat Just, Inc. — частная компания со штаб-квартирой в Сан-Франциско, Калифорния. Компания разрабатывает и продает растительные альтернативы яичным продуктам традиционного производства. Eat Just была основана в 2011 году Джошем Тетриком и Джошем Балком. Проект привлек около 120 миллионов долларов стартового венчурного капитала и стал «единорогом» в 2016 году, превзойдя оценку в 1 миллиард долларов. Проект выступил стороной в нескольких широко освещаемых дискуссиях, вокруг интересов традиционной яичной промышленности, но также сотрудничал с её представителями в производстве и продаже продукции. В декабре 2020 года выращенная в лаборатории курятина стала первым выращенным в лаборатории мясом, получившим одобрение регулирующих органов Сингапура.

## Корпоративная история

### 2011—2014
Eat Just Inc. была основана в 2011 году под названием Beyond Eggs, а затем Hampton Creek Foods друзьями детства Джошем Балком и Джошем Тетриком. :26 Всё началось в Лос-Анджелесе, Калифорния, а затем продолжилось в гараже Тетрика в Сан-Франциско в 2012 году. В то время в компании работало около 30 человек. :118 Первоначально в неё было вложено 500 000 долларов а затем привлечено 2 миллиона долларов венчурного финансирования от Khosla Ventures .
Первые два года в Hampton Creek были потрачены на исследования и разработки. Проводились лабораторные исследования различных сортов :3, с целью идентификации растительных белков со свойствами, подобными куриным яйцам например, желирование и эмульгирование. :3 Eat Just создала автоматизированный процесс тестирования растений, который был запатентован в 2016 году. :3, 17 Такая информация, как засухоустойчивость, вкус каждого растения и возможные аллергические проблемы, была собрана в базу данных под названием Orchard. :61
В сентябре 2013 года Whole Foods стала первой крупной продуктовой сетью, которая начала продавать продукты Hampton Creek, когда она начала использовать JUST Mayo в некоторых готовых продуктах. Затем последовали сделки с Costco и Safeway . К началу 2014 года компания привлекла 30 млн долларов венчурного финансирования. Позже в том же году она привлекла ещё 90 миллионов долларов.
American Egg Board отреагировала на рост Hampton Creek и других компаний-заменителей яиц рекламной кампанией под слоганом «Не принимать заменителей».

### 2014—2016
В октябре 2014 года конкурент Unilever подал в суд на Hampton Creek Foods, утверждая, что название «JUST Mayo» вводит потребителей в заблуждение, заставляя поверить в то, что продукт содержит настоящие яйца. Общественное мнение благоприятствовало Hampton Creek, и более 100 000 человек в конечном итоге подписали петицию на Change.org с просьбой к Unilever «прекратить издевательства над устойчивыми пищевыми компаниями». Unilever отозвала свой иск через шесть недель после его подачи. Однако Управление по санитарному надзору за качеством пищевых продуктов и медикаментов направило письмо с предупреждением, в котором говорилось, что название Just Mayo вводит потребителей в заблуждение, поскольку продукт должен содержать настоящие яйца, чтобы его можно было назвать «майонезом». В декабре 2015 года компания Hampton Creek достигла соглашения с FDA, чтобы на упаковке Just Mayo было более четко указано, что она не содержит настоящих яиц. Публичность судебного процесса и нехватка яиц из-за птичьего гриппа поспособствовали дальнейшему росту Hampton Creek.
Затем, в 2016 году, в статье Bloomberg сообщалось о доказательствах, свидетельствующих о том, что Hampton Creek скупала собственные продукты с полок магазинов, чтобы увеличить объёмы продаж во время сбора средств. В ответ в Hampton Creek заявили, что это часть нестандартной программы контроля качества. Комиссия по ценным бумагам и биржам и Министерство юстиции начали расследование которое было закрыто в марте 2017 года после того, как пришли к выводу, что обвинения несущественны. :141-142

### 2016-настоящее время
К 2016 году в Eat Just было 142 сотрудника. :17 В конце того же года компания также значительно расширила лабораторные испытания перспективных растительных белков, используя роботов и автоматизацию. :302-303 В августе 2016 года Hampton Creek привлекла ещё один раунд финансирования от инвесторов. Финансирование сделало компанию «единорогом» с оценкой более 1 миллиарда долларов, но сумма финансирования не разглашается.
В июне 2017 года Target прекратила продажу продуктов Hampton Creek после того, как увидела анонимное письмо, в котором говорилось о проблемах с безопасностью пищевых продуктов, таких как сальмонелла и листерия, на производственном предприятии Eat Just. Target заявила, что ни один из её клиентов не сообщил о заболевании, а расследование FDA не обнаружило никаких загрязняющих веществ в продуктах Hampton Creek.
Несколько руководителей Hampton Creek были уволены в 2017 году после того, как компания заявила, что они пытались отобрать у генерального директора Джоша Тетрика контроль над компанией. К июлю 2017 года все директора совета были уволены, ушли в отставку или стали консультантами, за исключением генерального директора и основателя Джоша Тетрика, по сообщениям, из-за споров с генеральным директором. Назначены пять новых членов совета директоров. :9
Hampton Creek начала преобразовывать свой веб-сайт и другие бренды, чтобы сосредоточиться на названии Just в июне 2017 года. Юридическое название компании было изменено в следующем году. Это вызвало судебный процесс по товарному знаку с компанией по производству бутилированной воды, управляемой Джейденом Смитом, которая также использует бренд Just.
В конце 2019 года Eat Just Inc. приобрела свое первое производственное предприятие. Завод площадью 30 000 квадратных футов в Аплтоне, штат Миннесота, изначально был заводом Del Dee Foods. С февраля по июль 2020 года продажи Eat Just выросли более чем на 100 % из -за пандемии COVID-19 .
В 2020 году Eat Just создала азиатскую дочернюю компанию с Proterra Investment Partners Asia. Через совместное предприятие Proterra пообещала инвестировать до 100 миллионов долларов и вместе с Eat Just начала строительство производственного предприятия в Сингапуре.

## Продукты питания

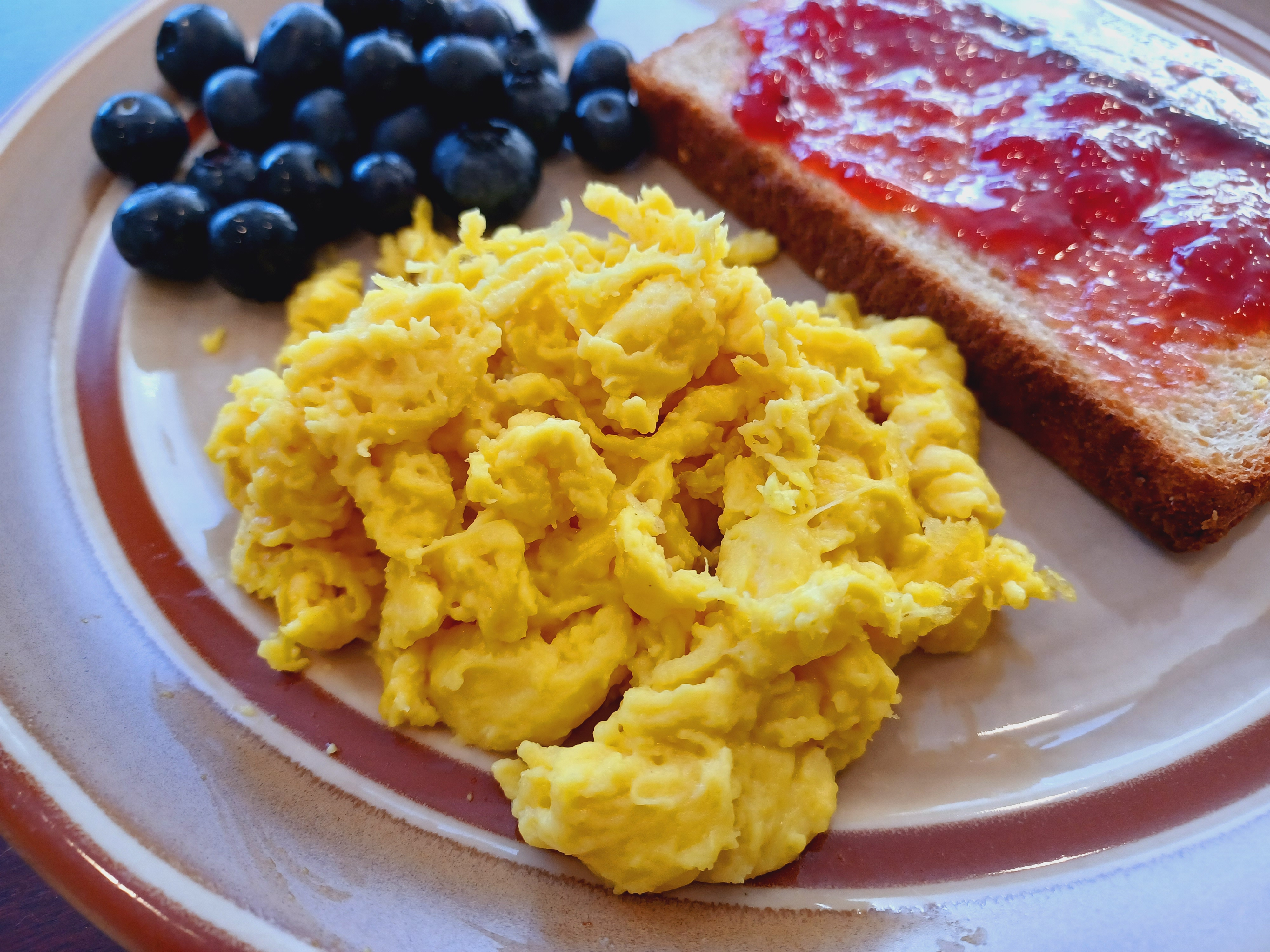
JUST Egg

Eat Just разрабатывает и продает растительные заменители продуктов, в которых обычно используются куриные яйца, таких как яичница-болтунья и майонез. Компания наиболее известна своим растительным яйцом JUST Egg, сделанным из маша и заменителем майонеза JUST Mayo, который изготавливается в основном из разновидности канадского жёлтого гороха. По данным Eat Just, по состоянию на 2020 год компания произвела пищевых продуктов на сумму, эквивалентную 60 миллионам яиц.
Заменители яиц компании разработаны путем обнаружения растительных белков, которые выполняют функцию, для которой обычно используются яйца, например связывание или эмульгирование. Например, растительные белки анализируются на молекулярную массу, аминокислотные последовательности и эффективность при нагревании или давлении. Большая часть тестирования сосредоточена на поиске растений с высоким содержанием белка с определёнными типами белков. :61
Первый продукт Eat Just, Beyond Eggs, предназначался для замены яиц при выпечке и был выпущен в феврале 2013 года. Он сделан из гороха и других ингредиентов. Позже Eat Just разработала заменители майонеза и теста для печенья на растительной основе. Изначально компания сосредоточилась на продуктах, в которых в качестве ингредиента используются яйца, например, кексах. В июле 2017 года компания начала продавать заменитель яичницы-болтуньи под названием Just Egg, приготовленный из маша. В январе 2020 года в продажу поступила замороженная версия.
В конце 2017 года Eat Just объявила о разработке лабораторного мясного продукта для производства куриных наггетсов. Мясо выращивают в биореакторе в жидкости, содержащей аминокислоты, сахар и соль. Куриные наггетсы на 70 % состоят из мяса, выращенного в лаборатории, а остальное — из белков маша и других ингредиентов. Компания также работает над выращиванием в лаборатории японской говядины вагю. Выращенное в лаборатории мясо, также известное как культивированное или клеточное мясо, не может продаваться на коммерческой основе, пока это не разрешено государственными регулирующими органами.
В декабре 2020 года правительство Сингапура одобрило выращенное в лаборатории мясо, созданное Eat Just.